# Peregu Mare
Peregu Mare (słow. Veľký Pereg) – wieś w Rumunii, w okręgu Arad, w gminie Peregu Mare. W 2011 roku liczyła 785 mieszkańców. 